# Streptococcus suis
Streptococcus suis é uma espécie de bactéria pertencente ao gênero Streptococcus, gram-positiva e comum em suínos.
São transmissíveis ao homem através da carne contaminada, podendo causar meningites e endocardites.